# Белый (город)
Бе́лый — город в Тверской области России. Административный центр Бельского района, Тверской области в котором образует муниципальное образование город Белый со статусом городского поселения как единственный населённый пункт в его составе.
Население — 3125 чел. (2021).

## География
Город расположен в юго-западной части Тверской области и является самым южным городом региона. Находится на реке Обше (бассейн Западной Двины) в 20 км от границы со Смоленской областью.
Расстояние до Твери — 280 км, Смоленска — 165 км, Нелидова — 50 км.

## Этимология
Предположительно, своё название город Белый получил за белые известковые берега реки.

## История

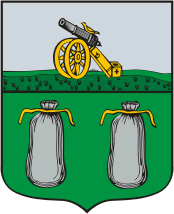
Герб (1780)

Крепость Белая известна с XIII века как город-крепость Смоленского княжества, позднее как центр удельного княжества, вотчины князей Бельских.
В 1355 году Белая занята Литвой; спустя сто пятьдесят лет она отошла к России. В 1506 году воевода Пётр Семёнович Лобан Ряполовский заложил здесь новую крупную крепость. В 1508 году она подверглась осаде со стороны литовского войска Сигизмунда I и была взята, однако вскоре её отвоевал воевода Даниил Щеня.
Через сто лет, в 1610 году, после 4-месячной осады Белая была взята польско-литовскими войсками. Крепость становится разменной монетой в торгах между русскими и польско-литовскими правителями.
В 1613 году крепость в силу бесперспективности дальнейшего сопротивления капитулировала, то есть была без боя сдана русским войскам князя Дмитрия Пожарского. Гарнизон состоял преимущественно из шотландских и ирландских наёмников на польской службе, значительная часть которых, попав в плен, перешла на службу к московскому государю и составила отдельную роту «иноземного строя», известную как «бельские немцы».
В 1618 году город, по договору, опять уступается Речи Посполитой. 2 мая 1625 город получил от польского короля Сигизмунда III привилей на Магдебургское право. Белый стал также центром одного из приходов католического епископства Смоленского; из-за небольшого числа таких приходов деление диоцеза на деканаты не проводилось.
В начале Смоленской войны 1632—1634 годов город Белая был занят русскими войсками. В 1634 году на последнем этапе войны город испытал двухмесячную осаду войска Речи Посполитой во главе с самим королём Владиславом IV. В результате удачной вылазки из крепости король был ранен. Героическая оборона города немногочисленным гарнизоном русских войск (чуть более 1000 чел.) благоприятно сказалась на ведении переговоров о мире. По Поляновскому миру 4 июня 1634 года город был возвращён в состав Речи Посполитой. Вскоре после этого Владислав IV подтвердил городские привилегии Белого. В 1654 году город Белая снова входит в состав Русского государства.
С 1708 по 1929 год город был центром Бельского уезда Смоленской губернии.
В 1806 году в городе завершилось строительство Троицкого собора (уничтожен в советское время), В 1807 году построен Воскресенский храм (также не сохранился).
В годы Великой Отечественной войны город был оккупирован войсками нацистской Германии. В районе города проводилась Вторая Ржевско-Сычёвская операция 25 ноября — 20 декабря 1942.
10 марта 1943 года город освободила Рабоче-крестьянская Красная армия в ходе Ржевско-Вяземской операции.
5 июля 1944 года город был передан из Смоленской области в Великолукскую.

С 1963 года в составе Калининской области (с 1990 года называется Тверской). 

Дореволюционные фотографии города
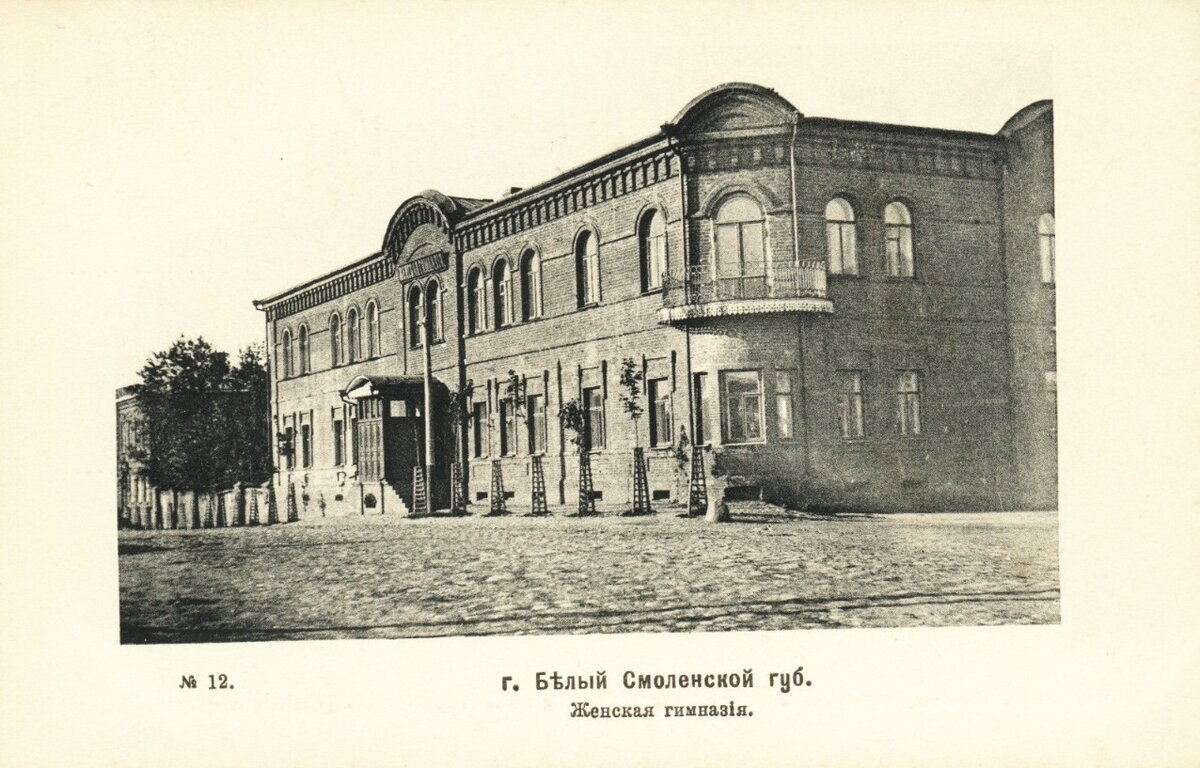
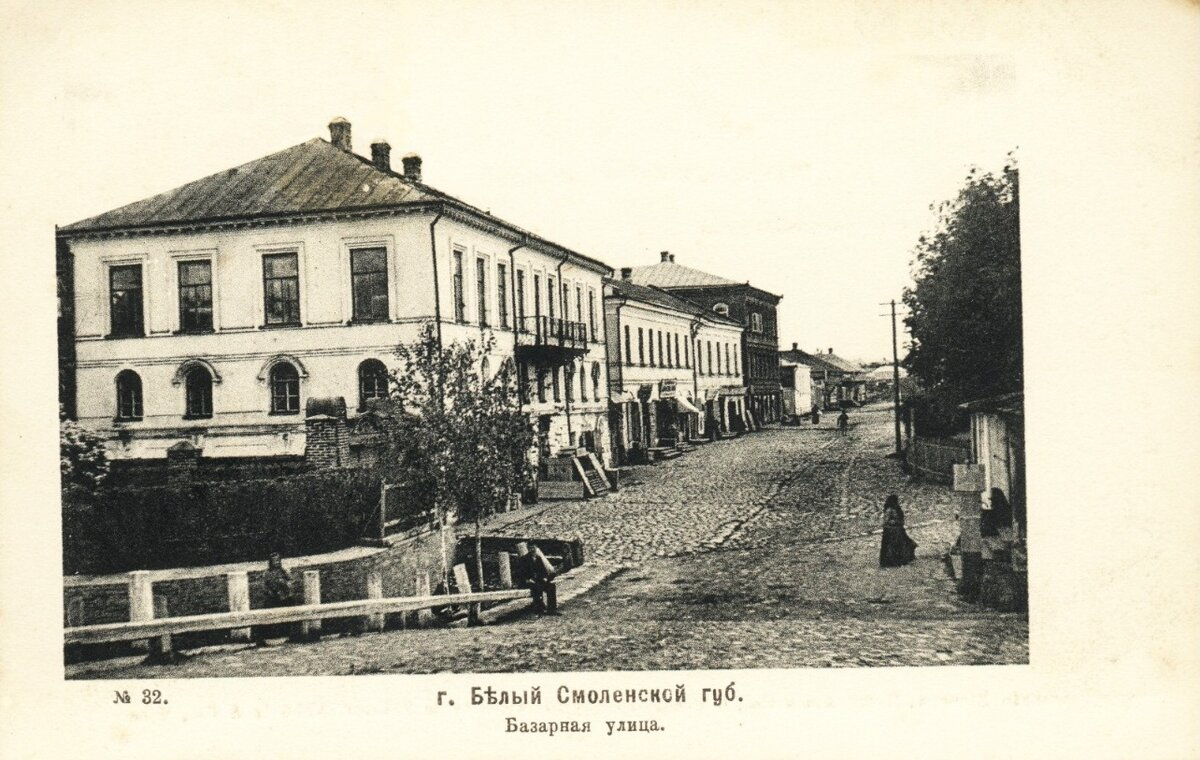
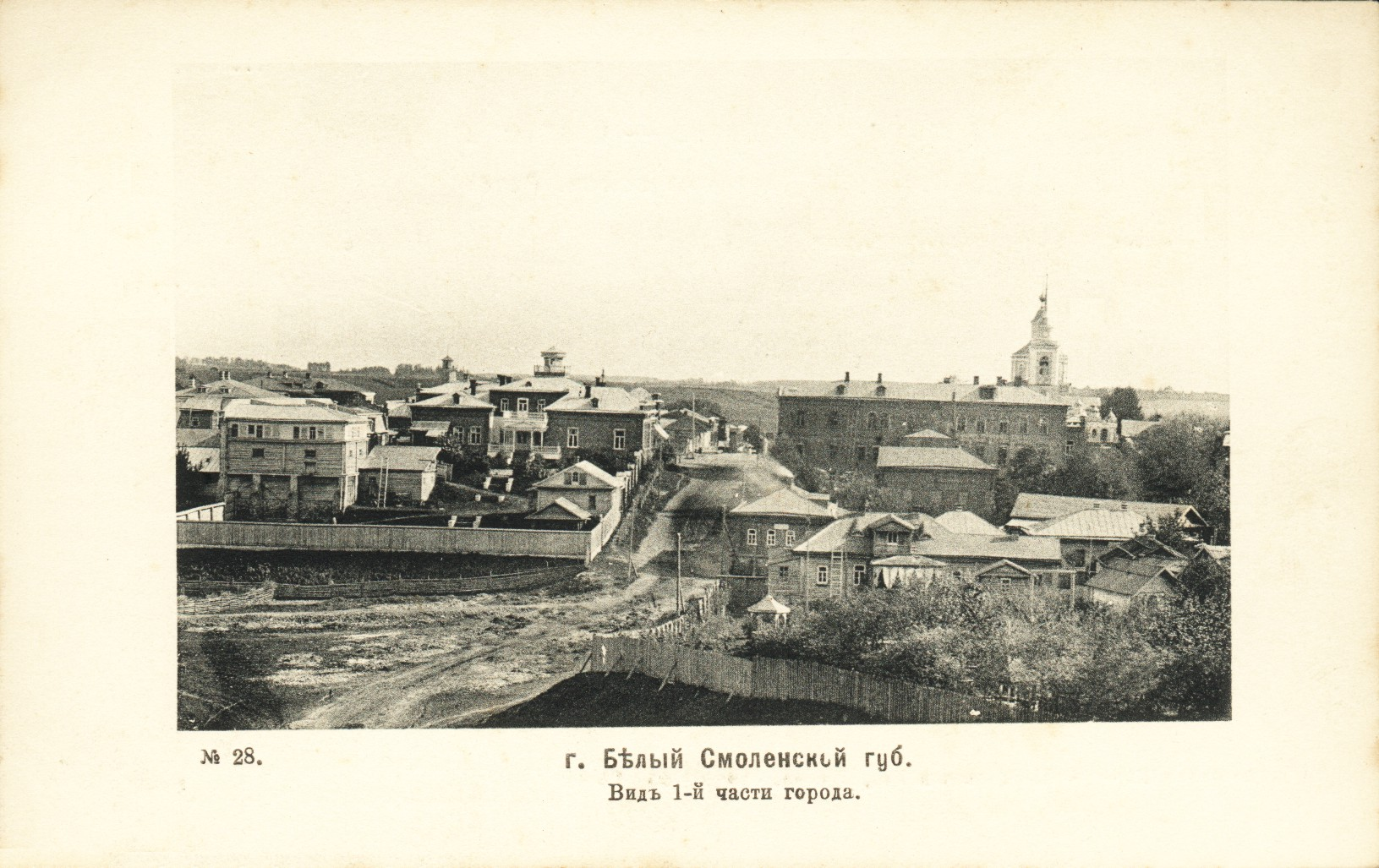
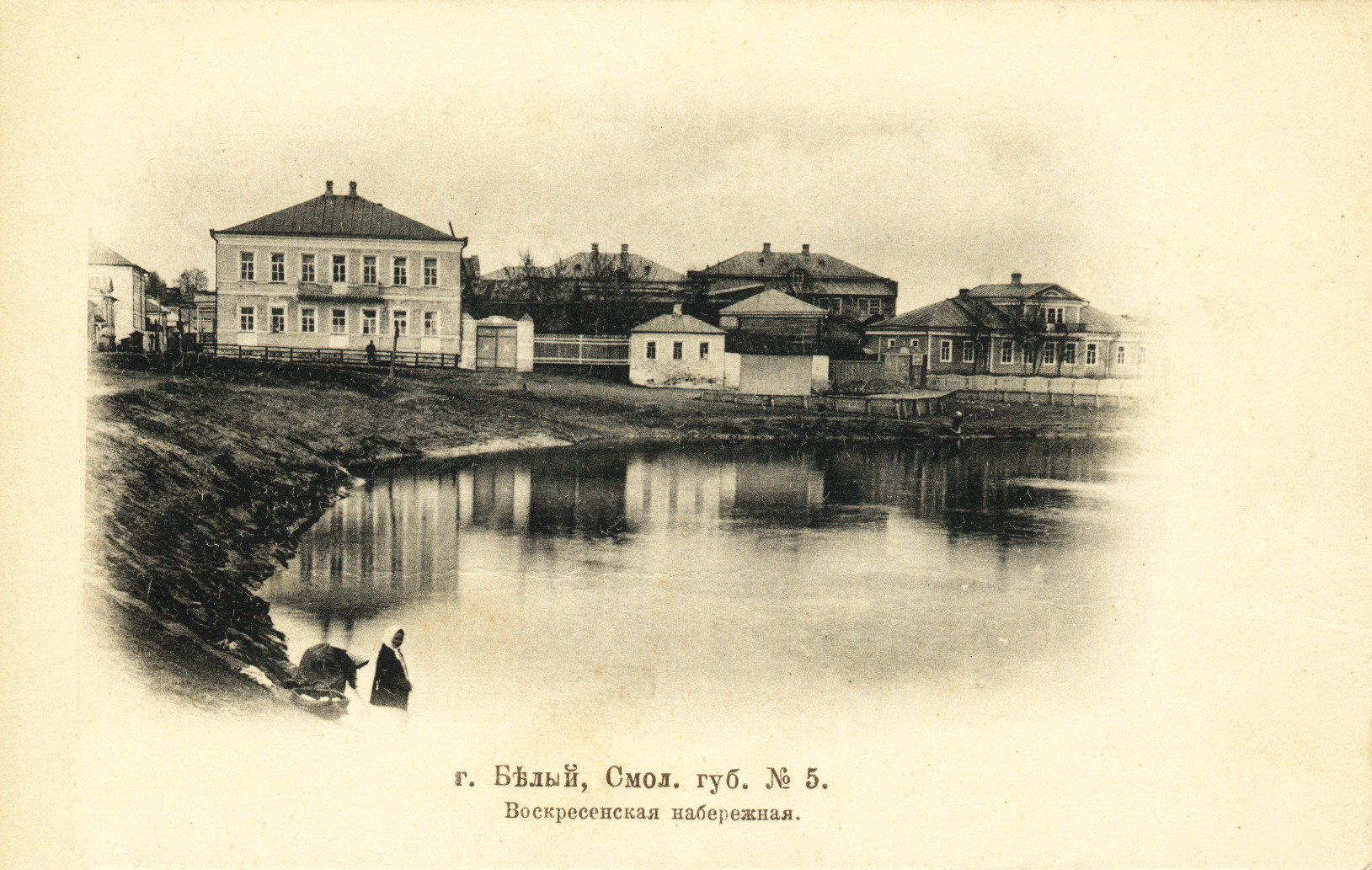

## Население
| 1856  | 1897  | 1913    | 1931  | 1959  | 1970  | 1979  | 1989  | 1992  | 1996  | 1998  | 2001  |
| ----- | ----- | ------- | ----- | ----- | ----- | ----- | ----- | ----- | ----- | ----- | ----- |
| 6200  | ↗7000 | ↗13 600 | ↘5800 | ↘4126 | ↗4846 | ↗4945 | ↗5228 | ↗5300 | →5300 | ↘5200 | ↘4900 |
| 2002  | 2003  | 2005    | 2006  | 2007  | 2008  | 2009  | 2010  | 2011  | 2012  | 2013  | 2014  |
| ↘4350 | ↗4400 | ↘4100   | ↘4000 | ↘3900 | ↘3800 | ↘3691 | ↗3772 | ↗3800 | ↘3655 | ↘3558 | ↘3432 |
| 2015  | 2016  | 2017    | 2018  | 2019  | 2020  | 2021  |       |       |       |       |       |
| ↘3393 | ↘3311 | ↘3268   | ↘3197 | ↘3154 | ↘3090 | ↗3125 |       |       |       |       |       |

На 1 января 2025 года по численности населения город находился на 1108-м месте из 1124 городов Российской Федерации.
Национальный состав
По итогам переписи населения 2020 года проживали следующие национальности (национальности менее 0,1 % и другое, см. в сноске к строке «Другие»):
| Национальность | Численность, чел. | Доля     |
| -------------- | ----------------- | -------- |
| Русские        | 3073              | 98,34 %  |
| Другие         | 52                | 1,66 %   |
| Итого          | 3125              | 100,00 % |

## Достопримечательности

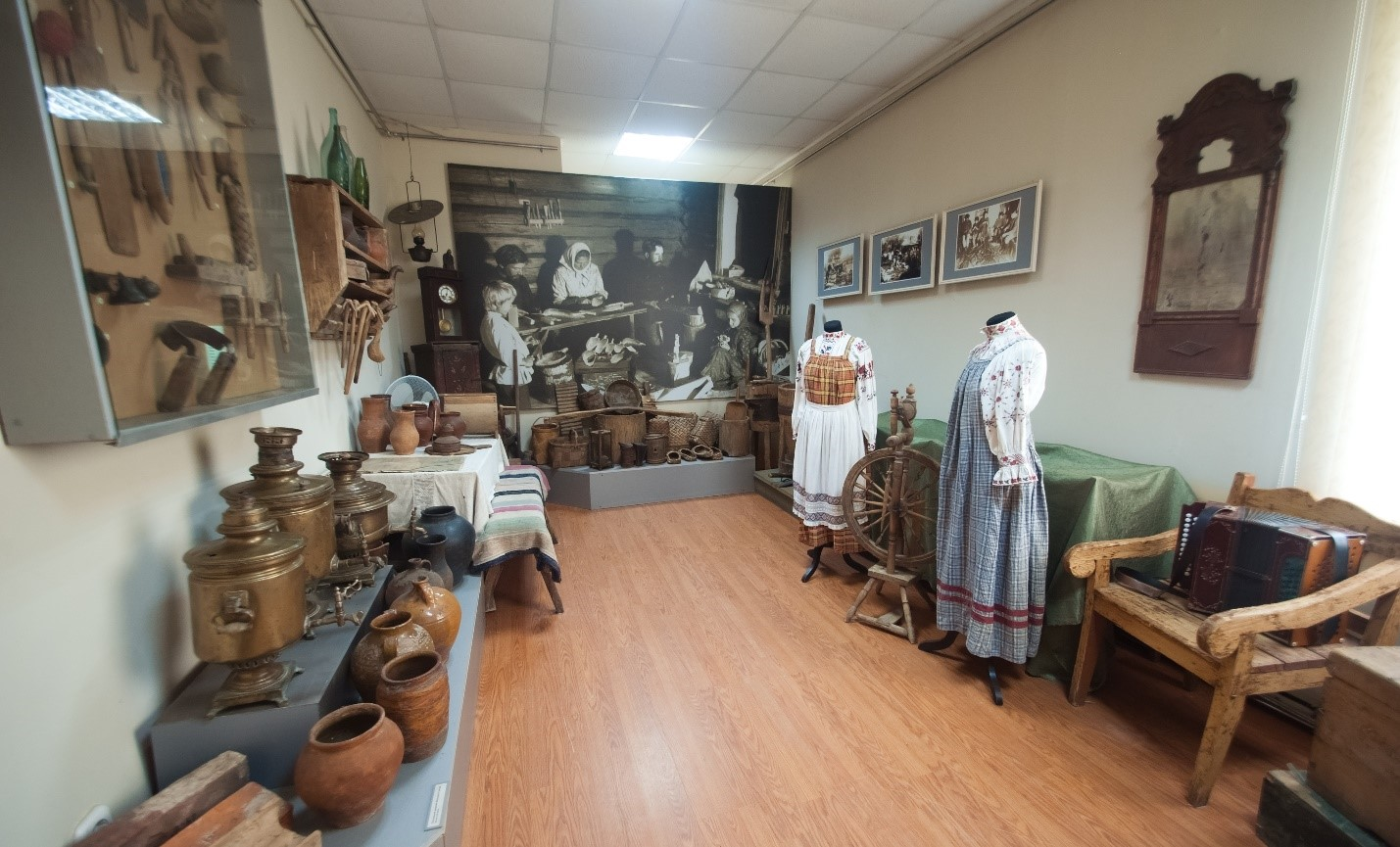
Зал экспозиции Бельского краеведческого музея.

- Православный храм Петра и Павла. Деревянный, двухэтажный, построен в 1989 году. Единственный действующий храм в городе[35].
- Руины исторического храма Петра и Павла (1817).
- Часовня на Ильинском кладбище (55°51′04″ с. ш. 32°56′13″ в. д.HGЯO). Каменный четверик с зелёной крышей. Построена во второй половине 2000-х годов[36].
- Бельский краеведческий музей. Основан в 1919 году путем собрания вещей дворян из национализированных усадеб. Находится по адресу: улица Ленина, дом 27.
- Памятник танку Т-34[37].
- Обелиск погибшим бельчанам и партизанам[37].
- Памятник Св. Николаю Японскому.

## СМИ
Издаётся районная газета «Бельская правда».

## Известные уроженцы
- См. Родившиеся в Белом

## Экономика
Промышленные предприятия города: леспромхоз, частные пилорамы.

## Комментарии
1. ↑  Ранее был издан Н. А. Шестаковым по позднему несовершенному русскому переводу[7]. Оригинальный польский текст документа по списку из Литовской метрики впервые опубликован в статье А. Рогачевского[8].